# Bernard Schu
 (juillet 2018).
Si vous disposez d'ouvrages ou d'articles de référence ou si vous connaissez des sites web de qualité traitant du thème abordé ici, merci de compléter l'article en donnant les références utiles à sa vérifiabilité et en les liant à la section « Notes et références ».
Bernard Schu, né le 29 août 1946 à Boulogne-Billancourt et mort le 11 mai 1991 dans le 18e arrondissement de Paris, est un animateur de radio français.

## Biographie
Bernard Schu est engagé par RTL en 1967 et commence par réaliser les programmes de Georges de Caunes. Il anime ensuite les nuits en direct de la Villa Louvigny à Luxembourg avec Georges Lang.
Entre 1978 et 1983 c'est le Disco show, puis Rockadanse, ainsi que le Hit des Clubs, véritable hit-parade des discothèques françaises, qui fait partie de la tranche musicale du week-end qui s’est appelée WRTL.
En 1983, il quitte RTL et rejoint à partir de 1986 l’équipe qui lance Europe 2. Il y reste jusqu’en 1989, animant toujours comme à son habitude, les soirées du week-end, présentant notamment des émissions spéciales consacrées à des artistes. En 1989, il est écroué pour être mêlé à un trafic d'héroïne, comme acheteur de la substance illicite.
À partir de 1990, son état de santé se dégrade et il meurt en mai 1991.